# Actio ad exhibendum
Die actio ad exhibendum (Klage auf Vorweisung) diente im römischen Recht der Durchsetzung von Eigentumsansprüchen und war auf die Abtrennung zuvor zusammengefügter beweglicher Sachen, gerichtet.
Waren zwei Sachen, die jeweils in getrenntem Eigentum gestanden hatten, in nicht absprachegemäßer Weise miteinander verbunden worden, folgte das Recht am Gesamteigentum grundsätzlich den Rechtsverhältnissen an der Hauptsache (accessio cedit principali). Das Eigentum an der „Nebensache“ ging dabei nicht vollständig unter, sondern ruhte während der Dauer der Verbindung und lebte nach Trennung wieder auf. Um die Trennung durchzusetzen, stand dem Anspruchsberechtigten die actio ad exhibendum zur Verfügung. Voraussetzung des Anspruchs war, dass die beiden Sachen physikalisch-technisch voneinander getrennt werden konnten, ohne dass eine oder beide zerstört beziehungsweise unbrauchbar würden. War dies nicht möglich, ging das Eigentum endgültig unter, wobei Ersatzansprüche erwuchsen.
Die actio ad exhibendum bezeichnete somit einen die Vindikation (rei vindicatio) vorbereitenden Abtrennungsanspruch durch „Vorweisung beim Richter“.

## Verbindung von Mobilien
Die Frage, was als Hauptsache anzusehen war, folgte dem aus der griechischen Philosophie hergeleiteten Wesen der Sache. So folgten beispielsweise die „Farbe“ der „Wolle“ und die „Schrift“ dem „Papier“, grundsätzlich uneingedenk des Wertes der jeweiligen Sache.

“Eadem ratione probatum est, quod in cartulis sive membranis meis aliquis scripserit, licet aureis litteris; meum esse, quia litterae cartulis sive membranis cedunt. Itaque si ego eos libros easve membranas petam, nec impensam scripturae solvam per exceptionem doli mali summoveri potero.”

„Aus demselben Grund ist anerkannt, dass dasjenige, was jemand auf mein Papier oder mein Pergament geschrieben hat, und sei es mit goldenen Buchstaben, mir gehört, weil die Buchstaben dem Papier bzw. dem Pergament folgen. Wenn ich daher diese Bücher bzw. Pergamente herausverlange und die Aufwendungen für die Schrift nicht bezahlen will, so steht mir die Einrede der Arglist entgegen.“

Wie schwierig es sich bereits für die Römer erwies, verlässliche Kriterien zur Bestimmung der „Hauptsache“ zu schaffen, zeigt Gaius gleich im Folgeabsatz auf:

“Sed si in tabula mea aliquis pinxerit veluti imaginem, contra probatur; magis enim dicitur tabulam picturae cedere.”

„Wenn aber jemand etwas auf meine Tafel gemalt hat, wie z. B. ein Bild, so wird das Gegenteil für richtig gehalten; man könnte nämlich eher sagen, dass die Tafel dem Bild folgt.“

## Inaedificatio
Im Immobiliarrecht galt das strikte Akzessionsprinzip. Das auf einem Grundstück für ein Gebäude verbaute Material folgte dem Recht am Boden. Bereits im Zwölftafelgesetz bestand deshalb ein Abbruchsverbot. Dieser Grundsatz setzt sich in § 946 BGB, § 417 f. ABGB und Art. 671 ZGB fort.
Grundstücksbestandteil wurde auch, was auf dem Grundstück gesät oder gepflanzt wurde. Hiermit korrelieren heute § 946 BGB, § 420 ABGB und Art. 678 ZGB.